# 欧当贝尔
欧当贝尔（法語：Audembert，法語發音：[odɑ̃bɛʁ]）是法国上法蘭西大區加来海峡省的一个市镇，属于滨海布洛涅区。

## 地理
欧当贝尔（50°51'39"N, 1°41'33"E）面积7.5 平方千米，位于法国上法蘭西大區加来海峡省，该省份为法国北部沿海省份，西北濒北海，南至索姆省，东临北部省。
与欧当贝尔接壤的市镇（或旧市镇、城区）包括：埃尔沃兰冈、勒布兰冈、勒兰冈-贝尔讷、圣安格勒韦尔、塔尔丹冈、维桑、巴赞冈。
欧当贝尔的时区为UTC+01:00、UTC+02:00（夏令时）。

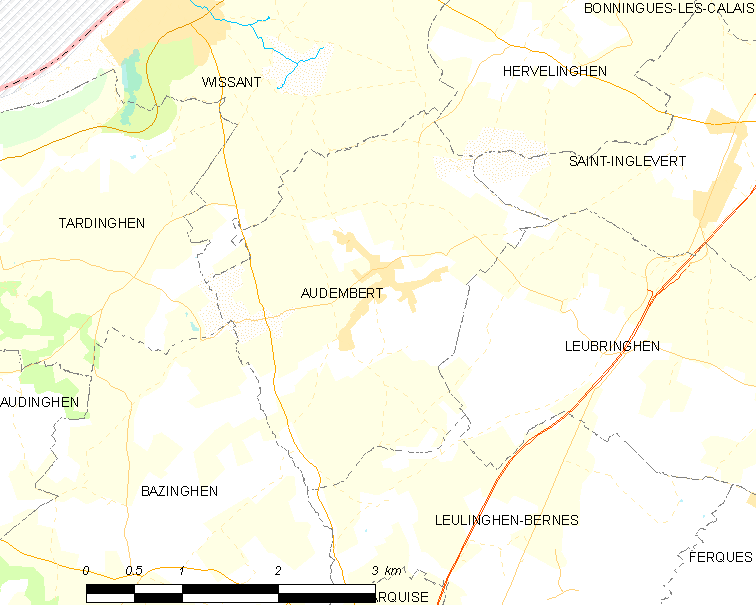
欧当贝尔的OSM定位图

## 行政
欧当贝尔的邮政编码为62250，INSEE市镇编码为62052。

## 政治
欧当贝尔所属的省级选区为代夫勒县。

## 人口

1962-2008年间欧当贝尔人口变化图示

欧当贝尔于2022年1月1日时的人口数量为435人。